# Der Weihnachtswalzer
Der Weihnachtswalzer (Originaltitel: Christmas Waltz) ist ein kanadisch-irisches romantisches Drama von Michael Damian aus dem Jahr 2020. Die Hauptrollen sind mit Lacey Chabert als Avery und Will Kemp als Roman besetzt.

## Handlung
Die junge Anwältin Avery steckt mitten im Stress zwischen ihren Hochzeitsvorbereitungen mit ihrem Verlobten David und ihren Aufträgen im Beruf. Da sie für ihre Traumhochzeit, die das Thema Weihnachten umfassen soll, alles perfekt haben möchte, bucht sie für sich und ihren zukünftigen Ehemann Tanzstunden in einem Tanzstudio der Stadt, auf welches sie durch ein Werbevideo für den Weihnachtswalzer aufmerksam geworden ist. Doch kaum hat sie die Tanzstunden gebucht, erfährt sie, dass David hinter ihrem Rücken ein Jobangebot in Boston angenommen hat. Sie ist verletzt und trennt sich von ihm. Da sie jedoch die bereits gebuchten Tanzstunden nicht verfallen lassen möchte, beschließt sie noch am gleichen Abend das Tanzstudio aufzusuchen. 
Dort angekommen lernt sie ihren Tanzlehrer Roman kennen. Nach einem anfangs eher schlechten Start, bei dem sie Roman herumkommandiert und die Stunde eher verlässt, beschließt sie dem Tanzen noch eine Chance zu geben. Um das Vertrauen Averys in Roman zu stärken, gehen die beiden zu einer Eislaufbahn. Dort angekommen kommt es zu kleinen Späßen zwischen den beiden und Avery bewirft Roman mit einem Schneeball, woraufhin dieser fällt und in Averys Anwesenheit im Krankenhaus wieder aufwacht. Sein Gesundheitszustand ist nicht bedrohlich, er hat sich lediglich eine Beule am Kopf zugezogen und hat noch ein leichtes Schwindelgefühl. Avery begleitet ihn deshalb nach Hause und besucht ihn auch am gleichen Morgen, um ihm Frühstück vorbeizubringen und nach seinem Gesundheitszustand zu sehen. Als Dank für ihre Umsichtigkeit wird sie zum gemeinsamen Abendessen von Romans Eltern eingeladen. Avery lernt dabei Romans Familie kennen und fühlt sich in ihrer Gegenwart wohl. Romans Tanzpartnerin Elina ist mit ihrem Sohn Nicky ebenfalls eingeladen und bemerkt die Chemie zwischen Avery und Roman, welchen sie sogleich darauf hinweist. 
Mit zunehmender Anzahl der Tanzstunden die Avery nimmt, bringt Roman ihr neue Schritte bei und bemerkt ihr verstecktes Talent im Tanzen. Als eines Tages Elina spontan ausfällt üben die beiden zusammen die Choreografie für den Weihnachtswalzer, welchen Elina und Roman in wenigen Tagen aufführen.
Als Avery am nächsten Tag ihr Büro betritt, trifft sie auf ihren Exfreund David, welcher im gesamten Büro Rosensträuße aufgestellt hat und sie zurückhaben möchte. Sie erteilt ihm eine Abfuhr, woraufhin er das Tanzstudio von Roman aufsucht, um ihm gegenüber vorzugeben, dass er und Avery wieder ein Paar seien. Aus diesem Grund verhält sich Roman in der Tanzstunde am gleichen Abend distanziert Avery gegenüber, was diese stark verunsichert und dazu bringt, die Stunde vorzeitig zu verlassen.
Avery trifft sich mit ihrer besten Freundin Molly, um Ablenkung zu finden. Dabei erscheint Molly in Abendgarderobe, da sie zusammen mit Averys Eltern Karten für den Weihnachtswalzer haben, die Avery von Roman als Dankeschön geschenkt bekommen hatte. Nach langen Grübeln, ob sie dorthin gehen soll, entschließt sich Avery dafür. In eleganten Kleidern betreten sie den Saal, indem die Aufführung stattfinden soll. Doch kurz vor Beginn der Show erhält sie eine Nachricht von Roman per SMS, dass sie dringend zu ihm in den Backstagebereich kommen soll. Dort angekommen erfährt sie, dass Elina im Stau steht und es nicht mehr rechtzeitig zu ihrem Auftritt schafft, weshalb Roman sie bittet einzuspringen. Da Avery die Schritte der Choreografie kennt, sagt sie zu. Da sie mittlerweile von Davids Lüge Roman gegenüber weiß, stellt sie diese falsche Annahme Roman gegenüber klar und die Chemie zwischen beiden ist wiederhergestellt. Daraufhin betreten sie gemeinsam die Bühne, um den Weihnachtswalzer aufzuführen.

## Produktion

### Drehort

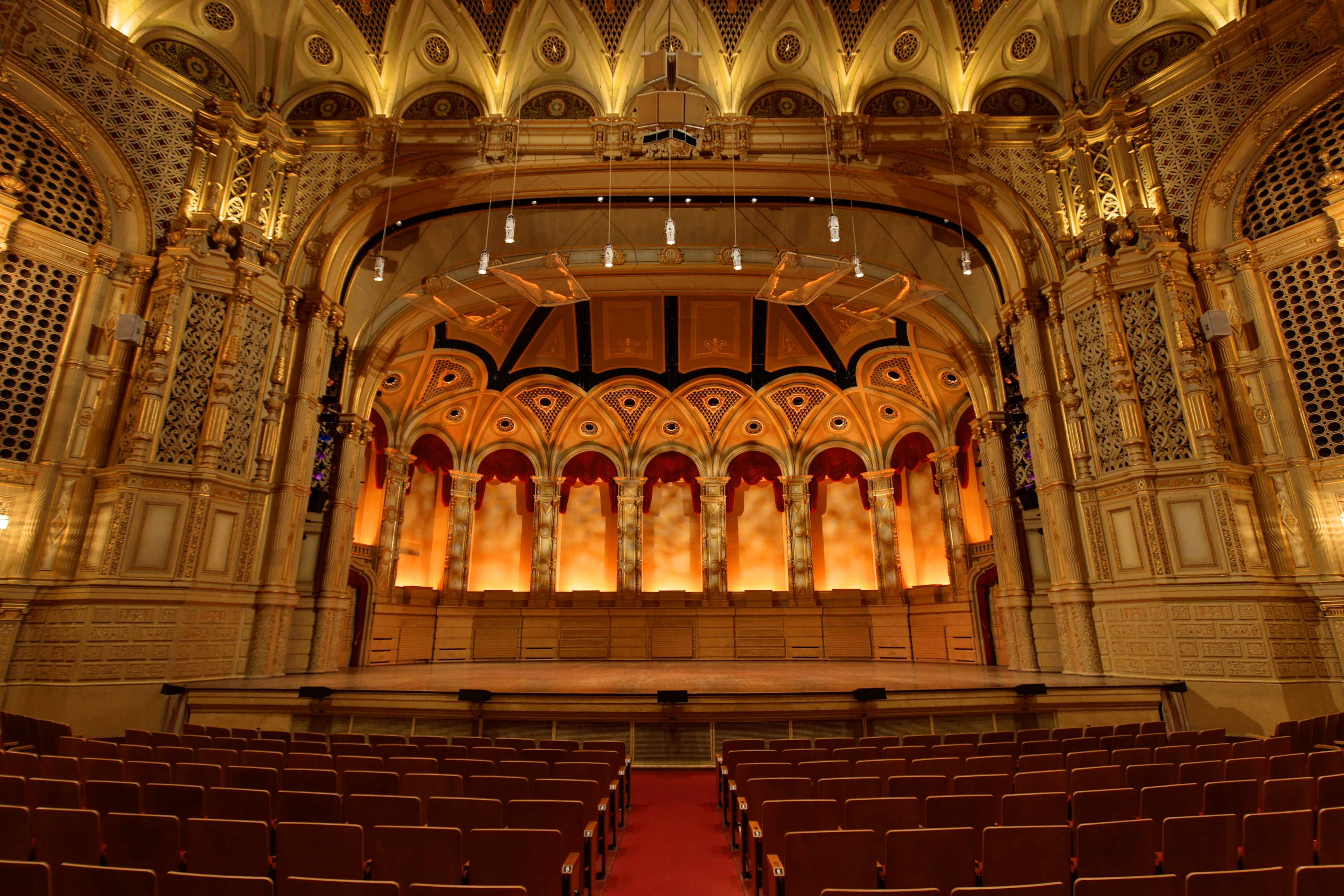
Orpheum Theatre, in dem die Schlussszene inklusive des Weihnachtswalzers gedreht wurde

Die Aufnahmen fanden unter anderem in Vancouver statt. Für die Schlussszene, die den Weihnachtswalzer beinhaltet, wurde das Orpheum Theatre als Schauplatz ausgewählt.

### Synchronisation
Die deutschsprachige Synchronisation entstand unter der Dialogregie von Victoria Sturm im Auftrag von Splendid Synchron GmbH.
| Rolle | Darsteller        | Synchronsprecher  |
| ----- | ----------------- | ----------------- |
| Avery | Lacey Chabert     | Magdalena Turba   |
| Roman | Will Kemp         | Sven Hasper       |
| Molly | Katrina Reynolds  | Giuliana Jakobeit |
| David | Jeremy Guilbaut   | David Turba       |
| Nicky | John Talan Church | Joel Simon        |
| Bob   | Lane Edwards      | Bernd Vollbrecht  |

## Rezeption

### Auszeichnungen und Nominierungen
- Auszeichnung bei den Leo Awards 2021 für Graeme Coleman als Best Musical Score in a Television Movie
- Nominierung bei den Young Artist Awards für John Talan Church als Best Performance in a TV Role - Teen Actor

### Kritiken
Der Film erhielt überwiegend positive Kritiken und erzielte bei IMDb eine durchschnittliche Bewertung von 7,0 der möglichen 10 Punkte. Das Lexikon des internationalen Films urteilt:„Romantische Weihnachtskomödie mit gut besetzten Hauptdarstellern und solide umgesetzten Tanzszenen. Neben dieser Attraktion vernachlässigt der Film allerdings völlig den Aufbau einer interessanten Handlung und plätschert weitgehend vor sich hin.“